# Frederick Frelinghuysen (generał)
Frederick Frelinghuysen (ur. 13 kwietnia 1753, zm. 13 kwietnia 1804) – amerykański prawnik, wojskowy i polityk. W latach 1793–1796 reprezentował stan New Jersey w Senacie Stanów Zjednoczonych.